# Sbokia
Sbokia (griechisch Σμπόκια, früher Smokia Σμόκια (f. sg.)) ist ein Weiler in der Ortschaft Kyparisso der Gemeinde Filiates in der griechischen Region Epirus.
Der Weiler Sbokia ist auf einem flachen Hügel auf 70 m über dem Meer im Süden der Gemeinde Filiates etwa 1,5 km südwestlich der Siedlung Agios Arsenios gelegen. Westlich des Weilers verläuft der Fluss Kalamas, der die Grenze zur Nachbargemeinde Igoumenitsa bildet.
Sbokia wird nur von wenigen Menschen bewohnt, die sich ausschließlich mit der Landwirtschaft und Viehzucht beschäftigen. Während der Zeit des Osmanischen Reiches gehörte das Gelände türkischen Großlandbesitzern. Die Namensherkunft ist slawischen Ursprungs, die genaue Herleitung aber unklar.

## Verwaltungszugehörigkeit und Bevölkerungsentwicklung
Der Ort Smokia (Σμόκια) wurde der 1919 gegründeten Landgemeinde Pigadoulia (Κοινότητα Πηγαδουλίων) in der Präfektur Ioannina angeschlossen und kam bereits im folgenden Jahr zur Landgemeinde Skliavi (Κοινότητα Σκλιάβης). Ab 1937 gehörte Smokia zur Präfektur Thesprotia und wurde als Siedlung 1951 aufgehoben. Erneut wurde der Ort 1971 unter dem Namen Sbokia als Siedlung der Landgemeinde Kyparisso (Κοινότητας Κυπαρίσσου) anerkannt und schließlich 1981 an den Nachbarort Agios Arsenios angeschlossen. Seitdem wird er in den offiziellen Zensus-Statistiken nicht mehr geführt.
Einwohnerentwicklung von Sbokia
| 1913 | 1920 | 1928 | 1940 | 1971 |
| ---- | ---- | ---- | ---- | ---- |
| 31   | 32   | 40   | 39   | 35   |